# Felix Vening Meinesz

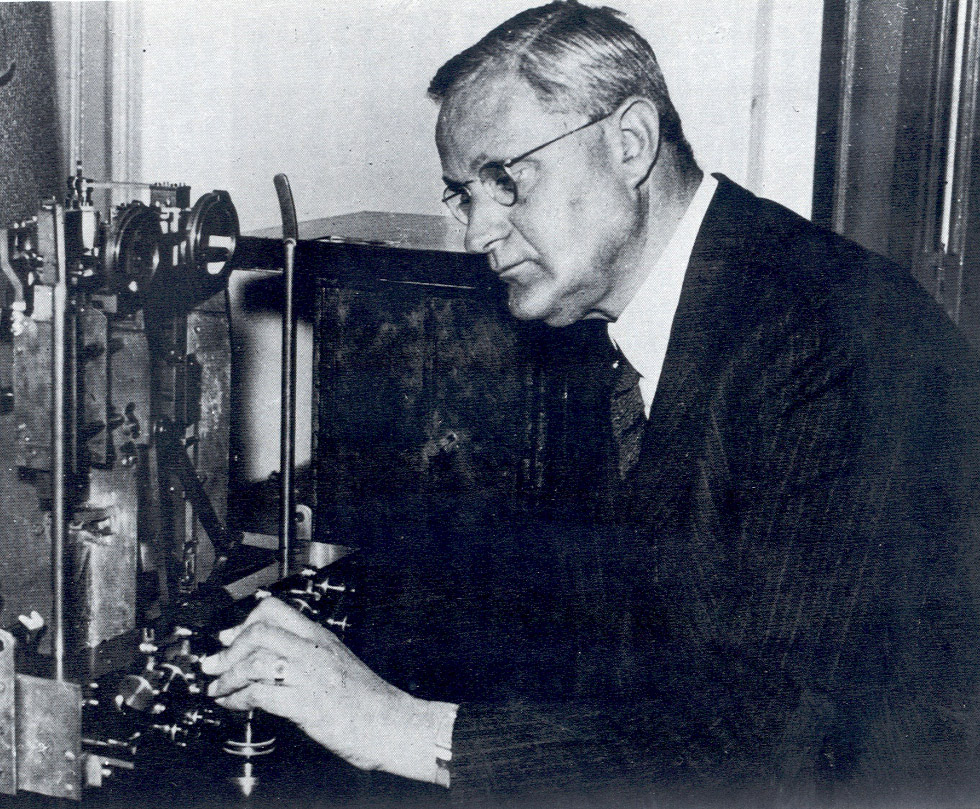
Felix Vening Meinesz met zijn zwaartekrachtmeter.

Felix Andries Vening Meinesz (Den Haag, 30 juli 1887 – Amersfoort, 10 augustus 1966) was een Nederlands geofysicus en geodeet die baanbrekend werk voor de geofysica en geodesie verricht heeft. Zijn verdiensten liggen in het bedenken van een methode om zeer nauwkeurig de zwaartekracht te meten. Hiermee was het voor het eerst mogelijk om op zee de zwaartekracht te meten, en zo ontdekte hij veel zwaartekrachtsanomalieën boven de zeebodem. Later bracht hij deze anomalieën in verband met de continentverschuiving.

## Biografie
Felix Meinesz was de zoon van de Rotterdamse burgemeester Sjoerd Meinesz (en latere burgemeester van Amsterdam) en Cornelia Anna Clasina den Tex (dochter van de burgemeester van Amsterdam Cornelis Jacob Arnold den Tex). Toen hij geboren werd droeg de familie nog de achternaam Meinesz, maar bij Koninklijk Besluit kregen ze in 1892 toestemming om de dubbele achternaam Vening Meinesz te voeren. Felix doorliep de hogereburgerschool en voltooide in 1910 de studie civiele techniek aan de Technische Hogeschool in Delft. Hetzelfde jaar trad hij in dienst bij de Rijkscommissie voor Graadmeting en Waterpassing, waarvoor hij zwaartekrachtmetingen in Nederland verrichtte. Hij voltooide in 1915 zijn proefschrift over de tekortkomingen van de daarbij gebruikte apparatuur.
Met behulp van het KNMI werd op zijn tekeningen en aanwijzingen een apparaat ontwikkeld en gebouwd waarin twee slingers van gelijke grootte en opgehangen in hetzelfde frame slingeren in hetzelfde vlak en in tegengestelde fase. Hij had ontdekt dat de storende horizontale versnellingen geen invloed hadden op het verschil van de uitwijkingen van beide slingers. Dit verschil kon via spiegels en lichtstralen op een rollende film worden geregistreerd als ware het de beweging van een fictieve ongestoorde slinger. Op deze wijze kon met grote nauwkeurigheid gemeten worden. Over heel Nederland werd een net van 51 waarnemingen gespreid. Het succes inspireerde hem ertoe om nu ook te proberen op zee te gaan meten. Het apparaat werd aangepast en geperfectioneerd en in een 'wieg' opgehangen. Het experiment lukte.
Nu kon ook op zee de zwaartekracht nauwkeurig gemeten worden. De lange Vening Meinesz ging in de jaren 1923 tot 1939 een aantal oncomfortabele expedities in krappe onderzeeboten tegemoet. Doel van de metingen was de precieze vorm van de Aarde en de geoïde te bepalen. Na de verfilming van zijn tocht met de K XVIII in 1935 groeide Vening Meinesz uit tot een soort vleesgeworden held uit een jongensboek, en ook wetenschappelijk steeg zijn ster. Zo werd hij tot erelid benoemd van de Vereniging van Utrechtse Geografie Studenten (V.U.G.S.), de vereniging behorende bij de opleiding geografie. In 1927 werd hij benoemd tot buitengewoon hoogleraar in de geodesie, cartografie en geofysica aan de Universiteit van Utrecht. In 1937 werd hij ook aan de TH te Delft benoemd als parttime lector (1937), in 1939 werd hij daar ook buitengewoon hoogleraar in de geodesie.
Hij heeft zeer veel waardering ondervonden: vier koninklijke onderscheidingen, eredoctoraten, o.a. van de universiteiten van Luik (1946), Helsinki (1947), Brussel (1950), Straatsburg (1950) en Columbia, N.Y. (1955), zes eremedailles, waaronder de Penrose Medal, de Plancius-medaille (1957) en de Vetlesen-prijs (1962), en dertien (corresponderende) lidmaatschappen van Academies van wetenschappen over de hele wereld. In 1927 werd hij verkozen tot lid van de Koninklijke Nederlandse Akademie van Wetenschappen (KNAW).
In de oorlog was Vening Meinesz actief in het verzet. Na de oorlog kon hij zijn taken als hoogleraar weer opvatten. Ook was hij van 1945 tot 1951 hoofddirecteur van het KNMI, waar hij al sinds 1937 curator was. In 1957 ging hij zowel in Utrecht als Delft met emeritaat.

## Onderzoek en ontdekkingen van Vening Meinesz
Onderzoek naar de gegevens die Vening Meinesz verzamelde deed Vening Meinesz samen met J.H.F. Umbgrove, B.G. Escher en Ph.H. Kuenen, dit zou pas in 1948 klaar komen. Een belangrijk resultaat was de ontdekking van de "Vening Meineszgordels" van negatieve zwaartekrachtsanomalieën langs oceanische troggen. De gemiddelde zwaartekracht bleek op de oceaan en op het land gelijk. Dit was in overeenstemming met het principe van isostasie. Vening Meinesz was vooral geïntrigeerd door de oceanische troggen. Het samengaan van actief vulkanisme, grote negatieve zwaartekrachtsanomalie en het enorme reliëf kon hij alleen verklaren door aan te nemen dat de aardkorst op deze plekken werd samengedrukt. Hij verwierp het idee van het verbuigen van de lithosfeer, omdat de korst te rigide zou zijn. Pas met de opkomst van theorie van de platentektoniek vielen zijn ontdekkingen te verklaren door subductie van oceanische korst, gedreven door convectie in de mantel.

## Onderzeebootexpedities
Vening Meinesz heeft aan boord van verschillende onderzeeboten de zwaartekracht van de aarde gemeten met behulp van zijn slingerapparaat. De volgende reizen zijn beschreven in zijn publicaties, "Gravity Expeditions at Sea".
Vol 1: 1923-1930
- Hr. Ms. K II (1923)
- Hr. Ms. K XI (1925)
- Hr. Ms. K XIII (1926 - 1927)
- Hr. Ms. K XIII (1928 - 1930)

Vol II: 1923-1933
- Hr. Ms. O 13 (1932)

Vol III: 1934-1939
- Hr. Ms. K XVIII (1934 - 1935)
- Hr. Ms. O 16 (1937)
- Hr. Ms. O 12 (1937)
- Hr. Ms. O 13 (1938)
- Hr. Ms. O 19 (1939)

Bij deze expedities (na 1939) was Vening Meinesz zelf niet aan boord, maar werden de experimenten door zijn studenten en medewerkers uitgevoerd.
Vol V: 1948-1958
- Hr. Ms. O 24 (1948-1949)
- Hr. Ms. Tijgerhaai (1951)
- Hr. Ms. Walrus (1957)
- Hr. Ms. Vos (1955)
- Hr. Ms. Zeeleeuw (1956)
- Hr. Ms. Fret (1957)

## Vernoemingen
Naar Vening Meinesz zijn vernoemd:
- slingerapparaat van Vening Meinesz, een apparaat om de zwaartekracht te meten
- een geodetische vergelijking
- Vening Meineszmedaille, een medaille van de Europese Geofysische Vereniging
- Vening Meinesz onderzoeksschool voor geodynamica, een onderzoeksschool aan de Universiteit Utrecht
- Vening Meinesz, een krater op de Maan
- de Meineszstraat in Erica, Drenthe
- de Vening Meinesz-breukzone ten noordwesten van Nieuw-Zeeland
- de Vening Meineszprijs, een prijs voor Nederlands aardwetenschappelijk onderzoek
- Vening Meineszgebouw A, B en C, een gebouwencluster van de Universiteit Utrecht voor de faculteit Geowetenschappen